# Palenc
A Palenc (szorbul: für Schnaps) egy népszerű szorb bordal neve, amelyet számos alkalommal énekelnek. Ennek a népdalnak az első versszaka Pića pšicina („Ok az ivásra”) címmel megtalálható Joachim Leopold Haupt és Johann Ernst Schmaler Felső- és Alsó-Lauzatországi vend népdalainak első kötetében, amely 1841-ben jelent meg.
A negyedik versszak szövegének többféle változata létezik; időnként más strófák is elhangzanak, például Łužica, Łužica, ta dyrbi serbska być („Lauzsia, Lusatia, szorbnak kell lennie”). A Palenc több különböző feldolgozása is megjelent hangfelvételen.

## Dalszöveg

### Felső szorb
Palenc, palenc, tón dyrbi pity być!

Hdyž ja nimam palenca, to mje boli wutroba.

Palenc, palenc, tón dyrbi pity być!

Piwo, piwo, te dyrbi pite być!

Hdyž ja nimam piwo dosć, to mi njem’ža mocy rosć.

Piwo, piwo, te dyrbi pite być!

Winko, winko, te pił je hnadny knjez.

Nětk smy knjeza wuhnali, winko sami wupili.

Winko, winko nětk pije cyła wjes.

Holčka, holčka, ta dyrbi luba być!

Hdyž ja nimam holčičku, to mam zrudnu wutrobu.

Holčka, holčka, ta dyrbi luba być!

### Fordítás
A pálinkát, a pálinkát, meg kell inni!

Ha nem iszom alkoholt, fáj a szívem.

A pálinkát, a pálinkát, meg kell inni!

A sört, a sört, meg kell inni!

Ha nincs elég söröm, nem tudok erőt gyűjteni.

A sört, a sört, meg kell inni!

A kegyelmes úr megitta a bort, a bort.

Most elkergettük az urat, és mi isszuk meg,

a bort, a bort, az egész falu issza most.

A lány, a lány, szépnek kell lennie!

Ha nincs lányom, szomorú a szívem.

A lány, a lány, szépnek kell lennie!

### Alsó szorb[2]
Paleńc, paleńc, ten musy pity byś!

(Daj mě hyšći jaden)

Paleńc, paleńc, ten musy pity byś!

Gaž ja njamam paleńca, mě ga bóli wutšoba.

Paleńc, paleńc, ten musy pity byś!

Piwo, piwo, to musy pite byś!

(Daj mě hyšći jadno)

Piwo, piwo, to musy pite byś!

Gaž ja njamam piwa dosć njamógu mě mócy rosć.

Piwo, piwo, to musy pite byś!

Winko, winko, to pił jo gnadny kněz.

Winko, winko, to pił jo gnadny kněz.

Něnt smy kněza wugnali, winko sami wupili.

Winko, winko, to pił jo gnadny kněz.

Źowćko, źowćko, to musy lube byś!

Źowćko, źowćko, to musy lube byś!

Gaž ja njamam źowcycku, to mam tužnu wutšobu.

Źowćko, źowćko, to musy lube byś!

Łužyca, Łužyca, ta musy serbska byś!

Łužyca, Łužyca, ta musy serbska byś!

Gaź ja njamam Łužycu,

to ja randalěruju!

Łužyca, Łužyca, ta musy serbska byś!

## Fordítás
- Ez a szócikk részben vagy egészben  a   Palenc című német Wikipédia-szócikk ezen változatának fordításán alapul.  Az eredeti cikk szerkesztőit annak laptörténete sorolja fel. Ez a jelzés csupán a megfogalmazás eredetét és a szerzői jogokat jelzi, nem szolgál a cikkben szereplő információk forrásmegjelöléseként.